# 다이카이역
다이카이역(일본어: 大開駅, だいかいえき)은 일본 효고현 고베시 효고구에 있는 한신 전기철도 고베 고속선의 역이다. 역 번호는 HS 37이다.
본 역 전후의 구간은 고베 고속 철도가 제3종 철도 사업자의 "도자이 선"으로 시설을 보유하여, 한신 전기철도는 제2종 철도 사업자로 영업을 하고 있다. 2010년, 역 안내판 등의 리뉴얼 이후 역 출입구의 안내판 등에서는 고베 고속 철도의 문자는 일체 없고, "한신 고속선(HANSHIN KOBEKOSOKU LINE)"으로 표기되고 있다.
직통특급 중 종별 표시막이 노란색 바탕(직통특급)의 것이 정차한다. 또한, 해당 열차는 당초 고베 고속선 내에서는 "산요 특급과 한신 특급"의 취급이 되었기 때문에 단순히 "특급"이라고 호칭되고 있었지만, 2009년 3월 개정으로 산요 전기철도 본선의 정차역 추가에 따라 "직통특급" 호칭은 통일되었다.

## 역 구조
상대식 승강장 2면 2선의 지하역이다. 개찰구와 대합실은 지하 1층, 승강장은 지하 2층에 있다. 개찰구는 동쪽 1개소에만 있었지만 2008년 1월부터 2009년 8월 기간 동안 서쪽 개찰구 신설 공사를 하여 동년 9월 1일부터 영업을 시작했다. 이로써, 기존에 대응하지 않았던 한신 난바 선 구조 역 ~ 오사카 난바 역 구간의 연결 승차권이 서쪽 개찰구의 터치 패널식 자동 매표기에서 발권할 수 있게 되었다. 또한, 동쪽 개찰구에서는 원래 시행했던대로 니시쿠조역까지 연결 승차권을 내지 않는다. 니시 개찰구 쪽 지상 방향의 출입구는 북쪽에만 설치되어 있다.

### 승강장
| 승강장 | 노선         | 방향 | 행선 |
| ------ | ------------ | ---- | --- |
| (북측) | ■고베 고속선 | 상행 | 고베산노미야・아마가사키・오사카 (우메다)・난바・나라・다카라즈카・교토 방면 고베 전철선(신카이치 환승) |
| (남측) | ■고베 고속선 | 하행 | 아카시・히메지 방면                                                                                     |

## 역 주변
역 북쪽 동서의 지명은 "미즈키도리"였다. 만화가 미즈키 시게루의 "미즈키"는 본 지명에서 유래한다. 미즈키는 일찍이 이 땅에 사는 아파트 "미즈키소"를 경영하고 있었으며 이 때문에 "미즈키 씨"라고 당시의 관계자로부터 불렸던 것에서부터 필명으로 한 것이다.
- 서일본여객철도(JR 서일본) 산요 본선(JR 고베 선・와다미사키 선) 효고역 - 남쪽으로 400m.
- 고베 시영 지하철 세이신·야마테 선 가미사와역 - 북쪽으로 300m.
- 현영 다이카이 단지
- 이쿠타 신사 효고 궁
- 고베 나카미치 우체국
- 고베 다이카이도리 우체국
- 고베 쓰카모토 우체국
- 고베 시립 미즈키 초등학교
- 다이카이 빌딩 남관
  - 간사이 슈퍼 다이카이점
  - DCM다이키 다이카이점

## 역사
- 1968년 4월 7일: 고베 고속 철도 개통과 동시에 영업 개시.
- 1987년 4월 1일: 자동 개찰기 설치.
- 1991년 4월 7일: 산요 특급이 통과하게 됨(주간: 한큐 3개, 한신 3개, 산요 보통 4개).
- 1995년
  - 1월 17일: 한신·아와지 대지진으로 재해를 입음. 중간 기둥 철근이 하마 방향에 확장 형태로 역 시설이 붕괴되어 지상의 국도 제28호선이 함몰.
  - 8월 13일: 궤도부의 터널 완공으로 인하여 다이카이 역을 통과하는 방식으로 신카이치 ~ 고속 나가타 역 구간의 운행 재개.
- 1996년 1월 17일: 역 시설부의 완성으로 1년만에 영업 재개.
- 1998년 2월 15일: 산요 특급 정차 재개(신설된 직통 특급은 통과)(주간: 한신 특급 2개, 산요 특급 2개, 산요 보통 4개).
- 2001년 3월 10일: 니시모토마치 역과 당역에도 정차하는 직통 특급이 대낮에 설정됨(주간: 직통 특급(황)2개, 한신 특급 2개, 산요 보통 4개 → 2개).
- 2010년 9월: 역명판은 한신 전기철도가 채용하고 있는 디자인으로 변경되어 동년 10월 1일 산요 전기철도와 한큐전철의 제2종 철도 사업 폐지. 또한, 산요 전기철도 열차의 진입 및 본 회사 승무원의 한신 차량 승무는 계속됨.
- 2014년 4월 1일: 역 번호 도입.

## 인접역
| 한신 전기철도 ■ 고베 고속선 (도자이 선) | 한신 전기철도 ■ 고베 고속선 (도자이 선) | 한신 전기철도 ■ 고베 고속선 (도자이 선) |
| --------------------------------------- | --------------------------------------- | --------------------------------------- |
| HS 36 신카이치 모토마치 방면            | ■ 직통특급(B직통) ■ S특급 ■ 특급 ■ 보통 | 고속 나가타 HS 38 니시다이 방면         |